# 广丰区
广丰区是中国江西省上饶市所辖的一个市辖区，位于江西省最东部，与浙江省、福建省交界。广丰古为吴楚交界地带，有“吴头楚尾”之称，始建于唐，原称永丰，清雍正十年改称广丰。广丰地处武夷山脉北麓，仙霞岭余脉西麓，地势东南高西北低，大部分地区属鄱阳湖-信江流域，广丰是目前江西省经济实力较强的地区之一，并拥有“全国社会治安综合治理先进县”、“全国卫生县城”、“国家双拥模范县”，“全国文明县城”等称号。

## 历史沿革
早在约5000年前的新石器时代，广丰即有人类活动，现存社山头遗址。
唐武德四年（621年），设永丰镇，以镇北有永丰山而得名，属饶州上饶县，此为广丰建制之始。
乾元元年（758年），置信州，同时析上饶县东南部置永丰县，并益以衢州须江县（今江山市）之西南地，治永丰镇，是为建县之始，隶信州。元和七年（812年），省永丰县入上饶县。
宋熙宁七年（1074年），复置永丰县，仍隶信州。
元至元十四年（1277年），隶江浙行省信州路。至正二十年（1360年），朱元璋部将胡大海攻取信州路，改广信府，辖永丰县，仍隶江浙行省。
明洪武四年（1371年），因广信府隶浙漕运不便，改隶江西行省，因省内吉安府亦有永丰县，故分别以广永丰和吉永丰相区别。清沿明制，雍正十年（1732年），准江西巡抚谢昊奏，改广信府永丰县为广丰县，沿用至今。
中华民国元年（1912年）废州府，各县直属于省。民国三年（1914年）设道，广丰县属豫章道。十五年废道，各县仍直属于省。二十一年（1932年）至三十一年（1942年），全省四次划分行政区，广丰县皆属第六行政区。1933年春，广浦县苏维埃政府成立，辖广丰、浦城二县交界地带。
1949年5月5日，中国人民解放军第二野战军5兵团17军49师进驻广丰，5月20日成立县人民政府，隶赣东北行政区上饶专区。9月，赣东北行政区撤销，改属江西省上饶专区。1971年4月，上饶专区改称上饶地区。2000年10月，上饶地区撤地设市，广丰县属上饶市。
2015年6月6日广丰区挂牌。

## 行政区划
明、清两代，全县划分为6乡51都，以乡领都。民国时废都，设区、乡、镇，屡有变动。中华人民共和国时期，县内区划经历了区、乡、镇——公社、场——乡、镇三个阶段。
广丰区下辖5个街道办事处、15个镇、3个乡：
永丰街道、芦林街道、丰溪街道、下溪街道、大石街道、五都镇、洋口镇、横山镇、桐畈镇、湖丰镇、大南镇、排山镇、毛村镇、枧底镇、泉波镇、壶峤镇、霞峰镇、吴村镇、沙田镇、铜钹山镇、东阳乡、嵩峰乡、少阳乡和铜拔山垦殖场。

## 地理

### 区位
广丰位于闽浙赣三省交界处，东临浙江省江山市，南接福建省浦城县，西靠上饶县、信州区，北邻玉山县。县境南北长62.5公里，东西宽45公里，总面积1377.79平方千米。

### 地形
南部及东部为中山山地，西部、北部为低山，中部围成向西开口的广丰盆地。广丰盆地是信江盆地的一部分，东西长约35千米，南北宽约30千米，盆地内主要为丘陵及丰溪河谷平原。盆地中部的小山系又分割出三个次级小盆地：五都、桐畈、八都（松峰）盆地。

### 山脉

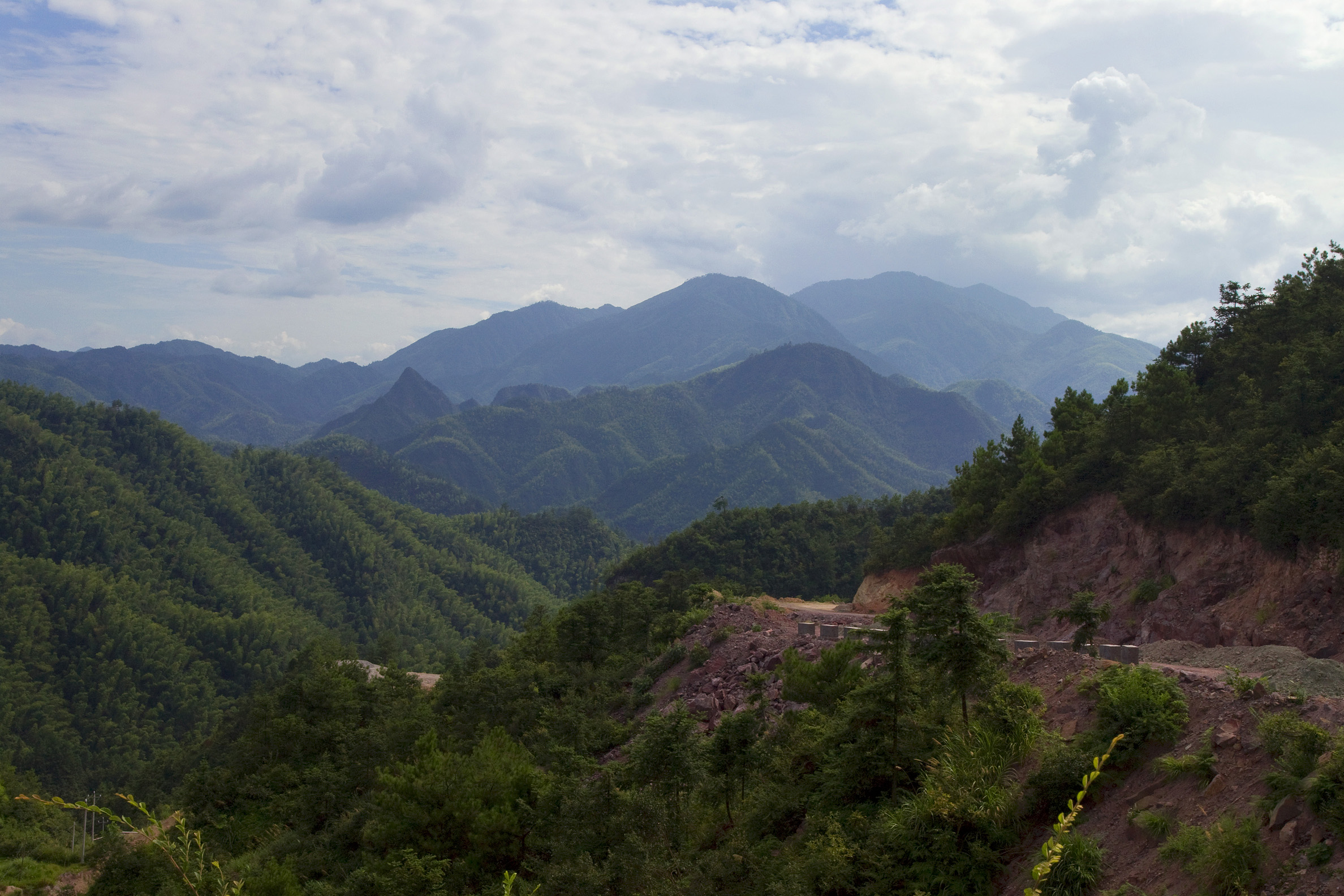
远眺铜钹山尖

南部为武夷山北延余脉铜钹山，主峰铜钹山尖为全县最高峰，座落于广丰与浦城县交界处，海拔1534.6米，其它较高的山峰有双峰尖（海拔1450.4米）、上加尖（海拔1359.6米）、青草弯（海拔1305米）、悟道尖（海拔1289.5米）、湖洋岗（海拔1225米）、黄泥山（海拔1142米）、蒋尖（海拔1155米） 、湖山尖（海拔1139米）、长排尖（海拔1006米）、七星尖（海拔959.5米）等。
东部为仙霞岭西延支脉，主峰嵩峰山海拔1052米，为广丰与浙江江山的界山，其它较高的山峰有茆岩（毛岩，海拔1032米）、白塔尖（位于赣、浙、闽三省交界处，海拔812米）、龙华山（海拔805.9米）。
西北部有黄尖山（海拔594.3米）与青金山（海拔461.6米），为广丰与信州区的界山。

### 水系
广丰大部分地区属鄱阳湖-信江水系，仅东阳乡东部与浙江江山市交界数村（原管村乡）为钱塘江-江山港水系。
属鄱阳湖水系的大部分地区为丰溪流域，丰溪有两源：东为棠岭港，于江山市廿八都镇发源后随即流入浦城县，经二渡关入广丰县境，西为十五都港，发源于浦城县，经太平关入境。两溪在沙田镇溪东汇合乃称丰溪，流经五都、永丰、洋口，沿途纳十余支主要支流，在洋口和尚渡村清湖出境入信州区和上饶县，在上饶市区三江口与玉山水相汇，始称信江。丰溪全长117公里，其中县境内长87公里。
北部湖丰镇、大南镇、壶峤镇及东部东阳乡部分地区（原社后乡）为信江主源玉山水流域。
建有中型水库3座（七星水库、军潭水库、关里水库），小（一）型水库24座，小（二）型水库133座。

### 气候
广丰属亚热带季风气候，年平均无霜期266天，多年平均气温17.9℃，年平均降雨量1661.6毫米。

## 交通
广丰因四面环山，历史上陆路交通不甚方便，从上饶至五都的丰溪干流是交通主干道。丰溪上游棠岭港、十五都港需改乘小船，其它支流水流量小，基本无航运功能。因此地处水陆交通要冲的洋口、永丰、五都三镇是广丰最繁华的地方。由五都乘小船至桐畈，改由人力挑担到浦城境内接仙霞古道是古时赣东北、闽北交流的重要通道。
现代交通始于俞应麓“常玉汽車路股份有限公司”于1931年完成的玉山到广丰的公路。
1936年浙赣铁路玉山-南昌段建成通车，途径湖丰镇并设广丰站，这是广丰迄今为止唯一一段铁路，但偏于一隅，影响不大。现在广丰人出行最常去的是上饶火车站。
现在广丰已建成了以城区为枢纽的公路网，所有行政村和86%的自然村都已经通水泥路。 梨温高速公路（ 沪昆高速）、 320国道与沪昆铁路平行，偏于一隅。 353国道过境。县内的主干公路是 320国道（上饶市区-二渡关，上二线）、 201省道（永丰街道-玉山县城冰溪镇）、 梨温高速公路挂线（下溪镇-湖丰镇）、广管公路（永丰街道-东阳乡管村）。

## 经济
| 广丰县国内生产总值列表 | 广丰县国内生产总值列表 | 广丰县国内生产总值列表 | 广丰县国内生产总值列表 | 广丰县国内生产总值列表 |
| ---------------------- | ---------------------- | ---------------------- | ---------------------- | ---------------------- |
| 年                     | 年                     |                        | GDP                    | GDP                    |
| 2000                   | 2000                   |                        | 30.1                   | 30.1                   |
| 2003                   | 2003                   |                        | 46.12                  | 46.12                  |
| 2004                   | 2004                   |                        | 55.25                  | 55.25                  |
| 2005                   | 2005                   |                        | 72.92                  | 72.92                  |
| 2006                   | 2006                   |                        | 86.995                 | 86.995                 |
| 2007                   | 2007                   |                        | 102.1                  | 102.1                  |
| 2008                   | 2008                   |                        | 112.2                  | 112.2                  |
| 2009                   | 2009                   |                        | 128                    | 128                    |
| 2010                   | 2010                   |                        | 150.02                 | 150.02                 |
| 2011                   | 2011                   |                        | 176.6460               | 176.6460               |
| 单位：亿元             |                        |                        |                        |                        |

广丰以前经济以农业为主，工业欠发达。直到20世纪90年代初，仍是江西省37个国家级贫困县之一。
在改革开放后，尤其是广丰工业园区建立以后，工业有了一定发展。近年来，广丰的地方官员处于招商引资的政绩考虑，将造纸、冶金、化工、制药等重污染企业以优惠措施吸引入驻，对当地造成巨大污染。如江南最大的氟化工企业福丰化工即位于信江之滨。2010年广丰工业园区建成区面积达10.5平方公里，入园企业有255家，其中年收入过亿元的企业有26家，园区职工总数达32000多人，已成为全省五强工业园之一，拥有食品、IT电子、纸业包装、鞋服、矿业加工等五大支柱产业，知名企业有月兔集团、精元电脑等。
近几年私营企业发展迅速，2007年全县非公有制企业已扩展至1.2万户。广丰在2009年度中国最具投资潜力中小城市百强榜中名列第22位。 2010年，全县规模以上企业总数达到137家，其中销售收入过亿元的36家；实现规模以上工业总产值204亿元。
区内其它主要产业有机械制造业、花炮业、矿业等。主要矿产资源有磷、滑石、石灰岩、萤石、煤等，其中黑滑石已探明的储量达6.1亿吨，预测远景储量超过10亿吨，居世界之首。
因人多田少，劳动力富余，广丰人早在明清时期就流行"扁担经济"，从事挑夫等工作。在计划经济时代，德兴铜矿、丰城煤矿等省内的大中型矿场可以看到大量广丰人的身影。改革开放后，长三角、珠三角、闽南地区成了外出务工的主要目的地，现据估计常年在外务工人员约有30万，年创收逾30亿元，"打工经济"撑起了广丰经济的半边天。在外务工人员中，从事建筑工程的占了较大比例，全县共有挖掘机上万台，遍布全国各地，已成为广丰的支柱产业之一，广丰也被誉为“挖掘机之乡”。
2009年末，广丰县三次产业结构比为11.96:53.29:34.75。 2010年全县实现国内生产总值150.02亿元，财政总收入18.5亿元，位居全市第一、全省第五。

## 人口
| 广丰县人口变动图 | 广丰县人口变动图 | 广丰县人口变动图 | 广丰县人口变动图 | 广丰县人口变动图 |
| ---------------- | ---------------- | ---------------- | ---------------- | ---------------- |
| 年               | 年               |                  | 人口             | 人口             |
| 1391             | 1391             |                  | 8.8455           | 8.8455           |
| 1543             | 1543             |                  | 4.1677           | 4.1677           |
| 1780             | 1780             |                  | 17.3244          | 17.3244          |
| 1916             | 1916             |                  | 28.4378          | 28.4378          |
| 1933             | 1933             |                  | 30               | 30               |
| 1965             | 1965             |                  | 40               | 40               |
| 2000             | 2000             |                  | 74.2145          | 74.2145          |
| 2010             | 2010             |                  | 75.2939          | 75.2939          |
| 人口单位：万人   |                  |                  |                  |                  |

距今约5000年前，广丰便有人类定居。据明嘉靖《永丰县志》载，洪武二十四年（1391年），全县有16229户，88455人，这是广丰最早的人口数据。清末人口达26.6万。1949年约30万人，到2000年第五次全国人口普查时有74万多人。2010年第六次全国人口普查时有75.2939万人。人口密度居江西省前列。其中丰溪沿岸的乡镇以不到全县四分之一的面积，聚居着近半数的人口，人口密度尤高，将近1000人／平方公里。
根據第七次人口普查數據，截至2020年11月1日零時，廣豐區常住人口為775364人。

### 民族
广丰自立县始即为汉族的聚居地，2000年第五次人口普查汉族占99．88%。有26个少数民族，主要有蒙古族、布依族、苗族、畲族、回族等，其它少数民族人口极少，其中蒙古族主要为元朝迁入，早已汉化并改为揭姓，今仅百余人仍列为蒙古族。布依族和苗族大多为近年来嫁入的贵州妇女。畲族多蓝姓，本已汉化，其畲族身份于1989年恢复。

### 姓氏
早在隋唐时期，县内就有王、吕、周、俞、施、徐、黄、蒋等姓氏的记载。其后，陆续有其他姓氏迁入，以明、清时期及中华人民共和国成立后最多。在明代县志中可见53姓，清代县志中可见101姓。1946年对全县姓氏的调查共得201姓。2002年户籍资料显示：全县共有姓氏341个，其中1万人以上的姓氏19个，依次为：周、徐、刘、郑、余、王、吴、陈、俞、张、黄、李、夏、杨、祝、叶、毛、林、吕。
一家一姓迁入后，多按中国典型的宗族制度聚族而居，建宅成村，并设立祠堂。其中闻名全县的“望族”有五都叶姓、杉溪俞姓、七都吕姓、八都蒋姓、十都王姓、十六都张姓、桐畈杨姓、龙溪祝姓等。

## 语言
广丰话（“广丰腔”）属吴语处衢片，是广丰县通用范围最广的方言。闽南语在广丰也有分布，俗称“福建腔”，为清代闽南移民带入，在横山镇、桐畈镇、洋口镇等多处有聚居点，使用赣东北闽南语的人群均能娴熟使用广丰话。北部（湖丰镇、大南镇、壶峤镇）方言与广丰话稍有差异，更接近于玉山话。东北部（东阳乡社后村以东）与浙江江山市交界一带通用江山话。洋口鹤山等地有千余人说南丰腔。
现在青壮年已普及普通话（现代标准汉语）。近年来已出现很多儿童只能说普通话或以普通话为主要语言的现象。

## 教育
早在唐代建县之始，就有王贞白在西山南麓创建书斋，授徒讲学。
现代教育始于民国八年（1919年）俞钰与周青山在上孚创办信敬小学，后迁杉溪，改名杉江小学。1928年创办广丰私立杉江中学。1933年全县共有公、私立小学159所，私立初级中学2所，私塾50所，各类受教育者占总人口2.44％。1947年各类受教育者占总人口50.4％。
中华人民共和国成立后，公立教育有了进一步发展，而私立学校则全部被收编。1952年广丰私立杉江中学与广丰私立复南中学、广丰私立三岩中学、广丰私立培英中学、广丰县初级中学五校合并，并于1953年6月定名为江西省广丰中学。此后各乡镇先后设立中学，行政村设立小学。2009年广丰县有普通中学45所，小学208所；幼儿园68所，其中公立高级中学3所：广丰中学、五都中学、洋口中学，私立高级中学有广丰一中、康桥中学、丰溪中学、南山中学、裕丰中学、新实中学等。中等专业技术学校有上饶师范学校广丰分校、广丰信息技术学校、广丰县卫生学校。各类在校学生数16.3万人，其中普通高中、初中、小学在校学生数分别达14202人、44528人、78575人。
目前广丰的教育仍处于较为落后的状态，2000年第五次人口普查，全县小学文化者占总人口47.03％，小学以下文化及文盲约占总人口5%，而大学及以上文化者仅占总人口0.09％。

## 卫生
2009年末全县有二级甲等医院3所：广丰县人民医院、广丰县中医院、广丰县妇幼保健院，私立医院3所，乡镇卫生院23所，村级卫生所1236个。医院和卫生院床位共909张。各类卫生技术人员1109人。

## 风景名胜

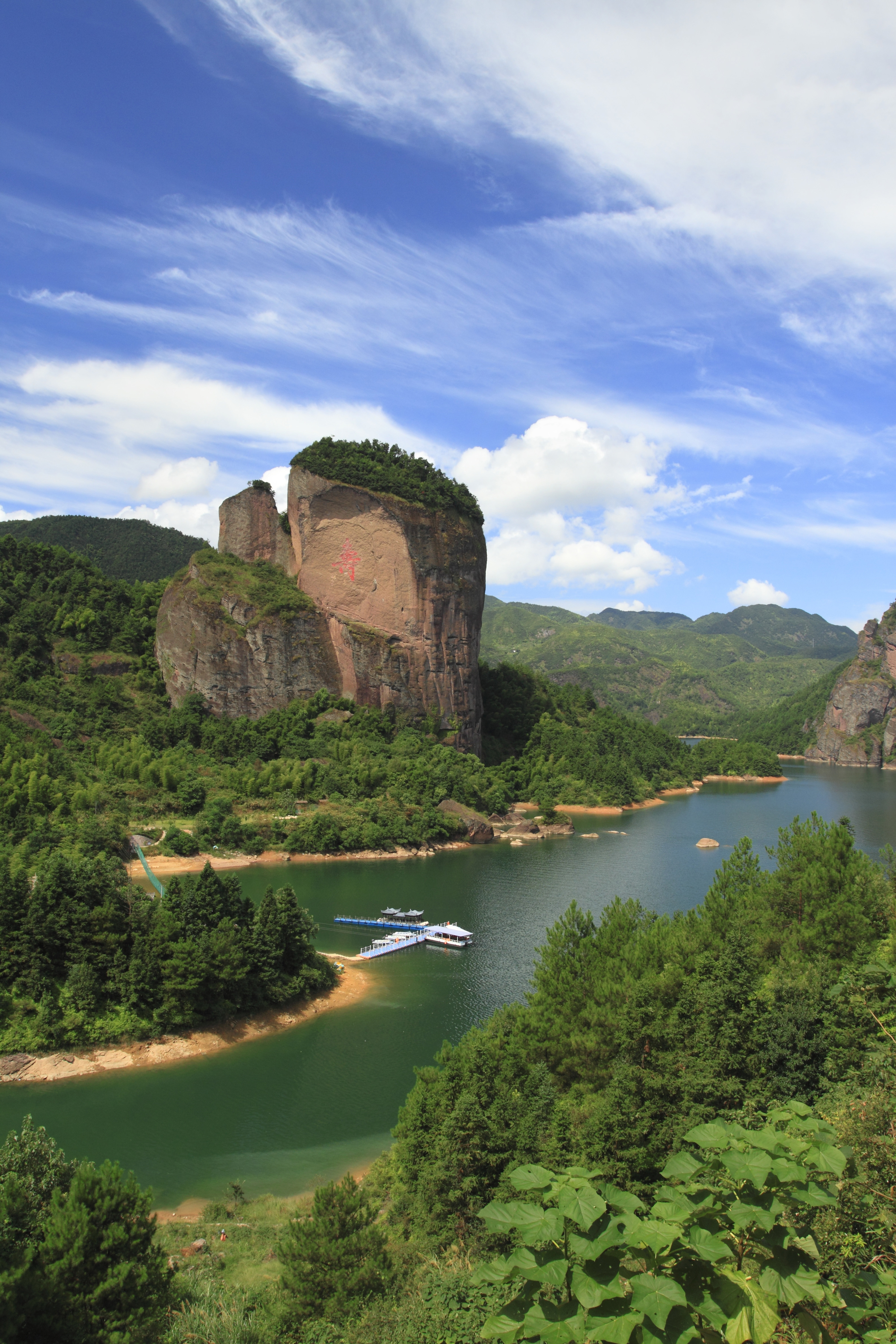
军潭水库龟寿峰

广丰是丹霞地貌的分布区之一，其中最大片的区域位于县境南部的横山镇及铜钹山镇，并向东南绵延至浦城县盘亭乡，主要景点有关里水库的东岩（“三岩”之一）、军潭水库（九仙湖）、九仙山（山上有杨文起义遗址九仙山城堡，为江西省文物保护单位）、白花岩（“三岩”之一）等。位于县境东南嵩峰乡十都村的六石岩是县内又一处名胜，以险著称于世，因交通较为便利，山下人烟稠密，古代即已闻名。东阳乡社后雨石山也是典型的丹霞地貌。此外还有泉波镇纱帽山、毛村镇四十二都乌岩山、霞峰镇诸仙岩等，风景稍逊，名气不大。
广丰也有喀斯特地貌的分布，主要分布于县境北部，尤以排山镇面积最大，天桂岩为天然溶洞，广丰“三岩”之冠，号称“江南第一洞天”，天桂岩石刻亦为江西省文物保护单位。排山至卅八都一带可见石林景观。此外洋口镇鹤山有神仙洞、新洞，亦为天然溶洞。
南部铜钹山区多高山、水库及原始森林，现已设立铜钹山国家森林公园，前述之军潭水库、九仙山、白花岩及七星水库均在其范围内。
东部为嵩峰山，虽然海拔仅1052米，远不如铜钹山诸峰，但嵩峰山与山脚下的盆地相对高差约800米，因而嵩峰山更显巍峨高大。山顶的嵩峰寺始建于明宣德年间，庵前有当时所植银杏。
社山头遗址是新石器时代的古人类活动遗址，位于五都镇前山村，为全国重点文物保护单位。
洋口镇博山寺、东阳乡灵鹫寺均为历史悠久的古刹，但现存建筑大多是近几年新建的。
嵩峰乡十都村有大量明清古建筑，其中最著名的是建于乾隆年间的十都大屋，现存建筑面积5197平方米。2010～2011年，广丰县投资334万元，对十都大屋的门厅、书厅、四合厅、香火厅等频临倒塌的建筑进行了维修。
东阳乡龙溪村古建筑群包括祝氏宗祠、文昌阁、江浙社、观音阁等，亦为省级文物保护单位，其中祝氏宗祠已列为全国重点文物保护单位。
- 九仙山城堡（省级文物保护单位）
- 白花岩广福寺（省级文物保护单位）
- 雨石山
- 六石岩和十都古桥
- 十都大屋
- 十都“龙跃云津”宅
- 十都古戏台
- 嵩峰寺（县级文物保护单位）
- 六石岩下的正阳宫
- 天桂岩石刻（省级文物保护单位）
- 龙溪祝氏宗祠（全国重点文物保护单位）
- 龙溪观音阁（省级文物保护单位）

## 特产
广丰马家柚、广丰白耳黄鸡：中国地理标志产品。